# Nathaniel Clyne
Nathaniel Clyne (Stockwell, 1991. április 5. –) angol válogatott labdarúgó, jelenleg a Crystal Palace játékosa.

## Pályafutása

### Crystal Palace
Clyne 2008. október 18-án debütált, csapata hazai pályán a Barnsley FC csapatát fogadta, majd a bemutatkozása után két nappal aláírt egy hároméves szerződés hosszabbítást a londoniakkal. Neil Warnock, a Crystal Palace vezetőedzője kijelentette, hogy  „Clyne előtt fényes jövő áll”.
Karrierje első gólját egy 4–2-es Reading elleni mérkőzésen szerezte, 2009 december 8-án.
2010 februárjában, az  akkor még a Premier League-ben szereplő Wolverhampton Wanderers FC érdeklődött iránta.
A 2010–11-es szezonban Clyne volt a legfiatalabb játékos a másodosztályban, és a szurkolók őt választották az év játékosának.

### Southampton
2012. július 19-én elfogatta a Southampton szerződési ajánlatát, és aláírt a csapathoz.
2012. augusztus 19-én debütált egy 3–2-es vereség  alkalmával, a Manchester City elleni mérkőzésen.
Hat nappal később hazai pályán is bemutatkozott,  0–2-es vereséggel a Wigan Athletic ellen. 
Első gólját az Aston Villa elleni találkozón szerezte, szeptember 22-én.

### Liverpool
2015. július 1-én a magyar kapussal, Bogdán Ádámmal együtt jelentette a Liverpool FC, hogy megszerezte a játékjogát. A kivásárlási ára 12 500 000 £ volt.
Debütálására augusztus 10-én került sor egy Stoke City elleni 1-0-s győzelem alkalmával. Clyne remek teljesítménnyel járult hozzá új csapata szerepléséhez, ahol kezdetektől első számú jobbhátvédként számoltak vele.

### Bournemouth
2019 januárjában kölcsönbe került a szezon végéig.

### A válogatottban
2014. október 2-án nevezve lett 2016-os labdarúgó-Európa-bajnokság selejtezőjében San Marino és Észtország válogatottja ellen, itt még csak csereként számítottak rá, azonban november 15-én már kezdőként léphetett pályára Szlovénia ellen.

## Statisztikái
2016. Május 25-i állapot szerint.

### Klubokban
2019. május 12-én lett frissítve.
| Klub                  | Szezon           | Liga             | Liga            | Liga  | FA-kupa         | FA-kupa | Angol Ligakupa  | Angol Ligakupa | Európai         | Európai | összesen        | összesen |
| Klub                  | Szezon           | Bajnokság        | Pályára lépések | Gólok | Pályára lépések | Gólok   | Pályára lépések | Gólok          | Pályára lépések | Gólok   | Pályára lépések | Gólok    |
| --------------------- | ---------------- | ---------------- | --------------- | ----- | --------------- | ------- | --------------- | -------------- | --------------- | ------- | --------------- | -------- |
| Crystal Palace        | 2008–2009        | Championship     | 26              | 0     | 3               | 0       | 0               | 0              | —               | —       | 29              | 0        |
| Crystal Palace        | 2009–2010        | Championship     | 22              | 1     | 5               | 0       | 1               | 0              | —               | —       | 28              | 1        |
| Crystal Palace        | 2010–2011        | Championship     | 46              | 0     | 1               | 0       | 2               | 0              | —               | —       | 49              | 0        |
| Crystal Palace        | 2011–2012        | Championship     | 28              | 0     | 0               | 0       | 3               | 0              | —               | —       | 31              | 0        |
| Crystal Palace        | összesen         | összesen         | 122             | 1     | 9               | 0       | 6               | 0              | —               | —       | 137             | 1        |
| Southampton           | 2012–2013        | Premier League   | 34              | 1     | 0               | 0       | 0               | 0              | —               | —       | 34              | 1        |
| Southampton           | 2013–2014        | Premier League   | 25              | 0     | 3               | 1       | 1               | 0              | —               | —       | 29              | 1        |
| Southampton           | 2014–2015        | Premier League   | 35              | 2     | 2               | 0       | 4               | 1              | —               | —       | 41              | 3        |
| Southampton           | összesen         | összesen         | 94              | 3     | 5               | 1       | 5               | 1              | —               | —       | 104             | 5        |
| Liverpool             | 2015–2016        | Premier League   | 33              | 1     | 1               | 0       | 4               | 1              | 14              | 0       | 52              | 2        |
| Liverpool             | 2016–2017        | Premier League   | 37              | 0     | 0               | 0       | 4               | 0              | —               | —       | 41              | 0        |
| Liverpool             | 2017–2018        | Premier League   | 3               | 0     | 0               | 0       | 0               | 0              | 2               | 0       | 5               | 0        |
| Liverpool             | 2018–2019        | Premier League   | 4               | 0     | —               | —       | 1               | 0              | 0               | 0       | 5               | 0        |
| Liverpool             | összesen         | összesen         | 77              | 1     | 1               | 0       | 9               | 1              | 16              | 0       | 103             | 2        |
| Bournemouth (kölcsön) | 2015–2016        | Premier League   | 14              | 0     | 1               | 0       | —               | —              | —               | —       | 15              | 0        |
| Karrier összesen      | Karrier összesen | Karrier összesen | 306             | 5     | 16              | 1       | 20              | 2              | 16              | 0       | 358             | 8        |

### A válogatottban
2016. november 15-én lett frissítve.
| Válogatott | Év       | Pályára lépések | Gólok |
| ---------- | -------- | --------------- | ----- |
| Anglia     | 2014     | 2               | 0     |
| Anglia     | 2015     | 7               | 0     |
| Anglia     | 2016     | 5               | 0     |
| Összesen   | Összesen | 14              | 0     |

## Sikerei, díjai
Liverpool
- Ligakupa döntős: 2015-16
- Európa-liga döntős: 2015-16

Egyéni
- Az év fiatal játékosa a Championshipben (2010)
- Az év csapatának tagja a Championshipben (2011-12)[18]
- Crystal Palace év játékosa (2011)
- A hónap játékosa a Championshipben (2011)

## További Információk
- N. Clyne (angol nyelven). uefa.com
- N. Clyne (német nyelven). fussballdaten.de